# Marie Collier
Pour les articles homonymes, voir Collier (homonymie).
Marie Collier, née le 16 avril 1927 à Ballarat, morte le 8 décembre 1971 à Londres, est une cantatrice soprano australienne.

## Carrière
Elle commence à chanter dans des comédies musicales puis débute à l'opéra de Melbourne dans le rôle de Santuzza dans Cavalleria rusticana de Mascagni. Elle décroche des rôles à Milan et Londres et débute à Covent Garden en 1956 dans le rôle de Musette dans La Bohème de Puccini. Après avoir chanté dans Alban Berg (Lulu), Leoš Janáček (Jenufa), Richard Strauss (Elektra), Dmitri Chostakovitch (Lady Macbeth du district de Mtsensk), elle remplace en 1965 Maria Callas dans Tosca de Puccini.
Elle fait ses débuts à San Francisco en 1965, à Vienne en 1966 et au Metropolitan Opera (New York) en 1967. En 1971, elle meurt tragiquement d'une chute accidentelle du 4e étage d'un hôtel londonien.
Elle a créé le rôle d'Hécube dans King Priam l'opéra de Michael Tippett en 1962.

## Source
- Alain Paris, Dictionnaire des interprètes, Bouquins/Laffont 1988, p. 281
- Notices d'autorité :   - VIAF
  - ISNI
  - BnF (données)
  - IdRef
  - LCCN
  - GND
  - Italie
  - Espagne
  - Pays-Bas
  - Israël
  - NUKAT
  - WorldCat